# Aventura (Band)

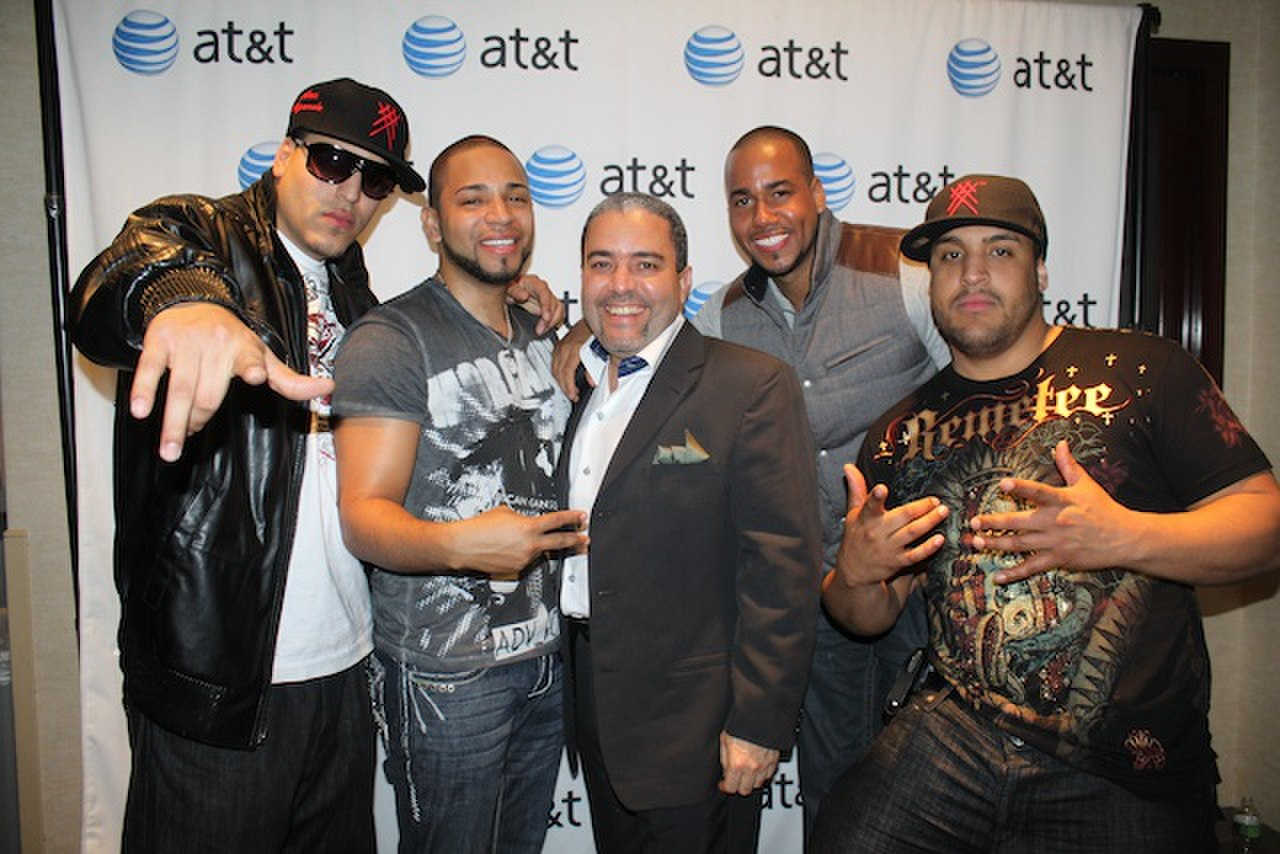
Aventura (2010)

Aventura (spanisch für „Abenteuer“) war eine Bachata-Band aus New York. Die Band bestand aus zwei amerikanisch-dominikanischen und zwei puerto-ricanisch-amerikanischen Musikern, die die traditionellen Themen und Klänge der Bachata um eigene Inhalten und moderne US-amerikanischen Musikelementen zu ergänzen.

## Geschichte
Die Band wurde 1996 von den aus der Bronx stammenden Cousins Anthony Santos (auch „Roméo“ genannt) und Henry Santos (alias „Hustlehard“) und den beiden Brüdern Lenny („Len Melodie“) und Max Santos (alias „Max Agende“) gegründet. Alle vier Bandmitglieder haben ihre familiären Wurzeln in der Dominikanischen Republik, sind aber (außer Henry Santos) bereits in den USA geboren und aufgewachsen. Die Ursprünge des Findungsprozesses gehen bis ins Jahr 1994 zurück: In Boston, wo es eine große dominikanische Latino-Gemeinde gibt, haben Anthony und Henry unter dem Namen „Los Teenagers de la Bachata“ ihre ersten musikalischen Gehversuche unternommen und die Bachata Trampa de amor veröffentlicht. Lenny und Max nannten sich derweil „La Banda Suena“ und spielten im Barrio auf der Straße. 1996 vereinten sich die Vier in der Gruppe „Los Tinelles“, benannten sich aber wenig später in „Aventura“ um. Mit ihrem Album Generation Next - La nueva generación de la Bachata (1997) erregten sie erstes Aufsehen vor allem im karibischen Raum. Mit We Broke the Rules (2002) kam dann der internationale Durchbruch. Wesentlich dazu beigetragen hat der Titelsong Obsesión, erschienen in einer spanischen Version und einer englischen Remix-Version. Der Song konnte sich in vielen Ländern der Welt in den Charts platzieren, 2004 schaffte er es in der Schweiz, in Italien und Spanien sogar auf Platz eins. 2004 gab es eine Coverversion der Boygroup 3rd Wish mit Rap-Sänger Baby Bash, worauf das Original von Aventura nachträglich so beliebt wurde, dass es auch in Deutschland noch den Spitzenplatz der Charts erreichte.
2005 legte Baby Bash dieselbe Cover-Version noch einmal an der Westküste der USA zusammen mit dem mexikanisch-amerikanischen Sänger Frankie J auf, der diese wiederum um eine neue spanische Cover-Version und eine Reggaetón-Mix-Version bereicherte.
Die Mitglieder von Aventura sind jedoch nicht ausschließlich auf den eigenen Bachata-Stil festgelegt. Im Jahre 2004 sang Henry gemeinsam mit Papi Sánchez im Song Me Dejó der Merengue-Gruppe Amarfis y la Banda de Atakke mit. 2005 war Aventura auch in Zusammenarbeit mit Reggaetón-Künstlern zu hören – mit Don Omar im Song Ella y yo auf dem Album God's Project, mit Tego Calderón im Song Envidia und mit Wisin y Yandel im Song Noche de sexo. Im Jahr 2007 zeigten sie in ihrem Song Los Infieles auch einen Hang zum R&B, was durch das Feature Frankie J untermauert wurde.
Im Februar 2006 gewann Aventura mit God's Project gleich zwei Auszeichnungen beim berühmten Festival Premio Lo Nuestro in Miami: in den Kategorien „Grupo del Año“ und „Tropical Tradicional Artista del Año“.
Die Band löste sich im Jahr 2011 auf. Romeo Santos und Henry Santos starteten Solo-Karrieren, während Lenny Santos und Max Santos mit Steve Styles die Gruppe Vena gründeten.

## Stil und Bedeutung
Nachdem Aventura als Teenagers de la Bachata zunächst wenig erfolgreich waren, haben sie sich entschlossen, „die Regeln zu brechen“ (siehe CD-Titel: „We broke the rules“) und sich von der traditionellen Bachata zu lösen, ohne sie jedoch grundsätzlich aufzugeben. Der Grundrhythmus und die typische Gitarrenbegleitung sind geblieben, angereichert jetzt aber mit Contemporary R&B-, Rock- und Pop-Klängen. Die Musik richtete sich fortan insbesondere an die lateinamerikanischen Immigranten in den USA, die bereits in zweiter Generation oder länger dort lebten. Die Texte sind überwiegend spanisch, aber versetzt mit vielen Anglizismen und spanischem Slang. Und auch inhaltlich weichen die Texte zum Teil stark von den traditionellen Bachata-Themen ab, obwohl die melancholische Grundstimmung, der Schmerz über Tod und Trennung und die Schlechtigkeit der Frauen durchaus erhalten geblieben sind:
- Im Song No lo perdona Dios (2002) beweint ein Mann sein ungeborenes Kind, das seine Freundin abgetrieben hat.
- In Hermanita (2003) besingt ein Bruder das traurige Los seiner älteren Schwester, die von ihrem Mann in der Ehe geschlagen wird.
- Im Song Mi Niña Cambió (2003) geht es um eine lateinamerikanische Frau, die ins Ausland geht und bei ihrer Rückkehr in die Heimat nicht mehr dieselbe ist und von ihrem Ex-Freund nicht mehr verstanden wird. Ausdrücklich wird sie dabei mit der Kolumbianerin Shakira, der Mexikanerin Thalía und der puerto-ricanisch-stämmigen Jennifer Lopez verglichen.
- In Amor de Madre (2002) geht es um eine Mutter, die, nachdem der Vater ihres Kindes sie verlassen hat, ihr Baby allein großziehen muss. Niemand sonst gewährt ihr Unterstützung und schließlich sieht sie sich dazu gezwungen, sich zu prostituieren. Trotz aller Opfer wird der Sohn zu einem Delinquenten und als er schließlich für einen Mord abgeführt wird, stirbt die entsetzte Mutter. Erst im Gefängnis merkt der Sohn, was seine Mutter für ihn getan hat. Seine Situation empfindet er als eine (gerechte?) „Strafe Gottes“.
- Das Lied Lágrimas (2008) ist eine Coverversion des Liedes Lágrimas (deutsch „Tränen“) vom mexikanischen Sänger José José. Es wurde im typisch-eigenen Bachata-Stil im Gedenken an eine gute Freundin aufgenommen, die sechs Jahre zuvor bei einem schweren Autounfall ums Leben kam. Es sollte einem guten Freund der Band über seine immer noch anhaltenden Schmerzen hinweghelfen.

Der Klassiker aber ist nach wie vor Obsesión (2002), der beschreibt, wie ein junger Mann sich in eine leidenschaftliche Liebe hineinsteigert, obwohl diese unbegründet ist und nicht erwidert wird. Diese Art sich zu verlieben soll einen typisch lateinamerikanischen Wesenszug beschreiben. Cousine Judy Santos singt den weiblichen Part im Lied. Das bekannte dominikanische Gesangsduo Monchy & Alexandra hat das Lied ebenfalls zeitweise in sein Repertoire aufgenommen.

## Diskografie

### Studioalben
| Jahr | Titel Musiklabel                             | Höchstplatzierung, Gesamtwochen, AuszeichnungChartplatzierungen (Jahr, Titel, Musiklabel, Platzierungen, Wochen, Auszeichnungen, Anmerkungen) | Höchstplatzierung, Gesamtwochen, AuszeichnungChartplatzierungen (Jahr, Titel, Musiklabel, Platzierungen, Wochen, Auszeichnungen, Anmerkungen) | Höchstplatzierung, Gesamtwochen, AuszeichnungChartplatzierungen (Jahr, Titel, Musiklabel, Platzierungen, Wochen, Auszeichnungen, Anmerkungen) | Höchstplatzierung, Gesamtwochen, AuszeichnungChartplatzierungen (Jahr, Titel, Musiklabel, Platzierungen, Wochen, Auszeichnungen, Anmerkungen) | Höchstplatzierung, Gesamtwochen, AuszeichnungChartplatzierungen (Jahr, Titel, Musiklabel, Platzierungen, Wochen, Auszeichnungen, Anmerkungen) | Anmerkungen                                                          |
| Jahr | Titel Musiklabel                             | DE | AT | CH | US | Latin | Anmerkungen                                                          |
| ---- | -------------------------------------------- | --- | --- | --- | --- | --- | -------------------------------------------------------------------- |
| 1999 | Generation Next Premium Latin Music (SME)    | — | — | CH74 (3 Wo.)CH | — | — | Erstveröffentlichung: 9. November 1999 Charteinstieg in CH erst 2004 |
| 2002 | We Broke the Rules Premium Latin Music (SME) | DE12 (16 Wo.)DE | AT18 (13 Wo.)AT | CH4 Platin · (93 Wo.)CH | — | Latin42 (9 Wo.)Latin | Erstveröffentlichung: 2. Juli 2002                                   |
| 2003 | Love & Hate Premium Latin Music (SME)        | — | — | CH3 Platin · (37 Wo.)CH | — | Latin66 Platin · (2 Wo.)Latin | Erstveröffentlichung: 18. November 2003                              |
| 2005 | God’s Project Premium Latin Music (SME)      | — | — | CH2 Gold · (22 Wo.)CH | US133 (2 Wo.)US | Latin5 ×4Vierfachplatin · (140 Wo.)Latin | Erstveröffentlichung: 26. April 2005                                 |
| 2009 | The Last Sony Music Latin (SME)              | — | — | CH10 (12 Wo.)CH | US5 (45 Wo.)US | Latin1 ×4Vierfachplatin · (217 Wo.)Latin | Erstveröffentlichung: 9. Juni 2009                                   |

### Livealben
| Jahr | Titel                             | Höchstplatzierung, Gesamtwochen, AuszeichnungChartplatzierungen (Jahr, Titel, Platzierungen, Wochen, Auszeichnungen, Anmerkungen) | Höchstplatzierung, Gesamtwochen, AuszeichnungChartplatzierungen (Jahr, Titel, Platzierungen, Wochen, Auszeichnungen, Anmerkungen) | Höchstplatzierung, Gesamtwochen, AuszeichnungChartplatzierungen (Jahr, Titel, Platzierungen, Wochen, Auszeichnungen, Anmerkungen) | Höchstplatzierung, Gesamtwochen, AuszeichnungChartplatzierungen (Jahr, Titel, Platzierungen, Wochen, Auszeichnungen, Anmerkungen) | Höchstplatzierung, Gesamtwochen, AuszeichnungChartplatzierungen (Jahr, Titel, Platzierungen, Wochen, Auszeichnungen, Anmerkungen) | Anmerkungen                             |
| Jahr | Titel                             | DE | AT | CH | US | Latin | Anmerkungen                             |
| ---- | --------------------------------- | --- | --- | --- | --- | --- | --------------------------------------- |
| 2004 | Unplugged                         | — | — | CH55 (6 Wo.)CH | — | — | Erstveröffentlichung: 30. August 2004   |
| 2006 | K.O.B. Live                       | — | — | CH25 (11 Wo.)CH | US124 (38 Wo.)US | Latin2 ×6Sechsfachplatin · (78 Wo.)Latin                                                                                          | Erstveröffentlichung: 19. Dezember 2006 |
| 2007 | Soul Out at Madison Square Garden | — | — | — | US97 (18 Wo.)US | Latin3 ×8Achtfachplatin · (78 Wo.)Latin                                                                                           | Erstveröffentlichung: 13. November 2007 |

### Kompilationen
| Jahr | Titel                                 | Höchstplatzierung, Gesamtwochen, AuszeichnungChartplatzierungen (Jahr, Titel, Platzierungen, Wochen, Auszeichnungen, Anmerkungen) | Höchstplatzierung, Gesamtwochen, AuszeichnungChartplatzierungen (Jahr, Titel, Platzierungen, Wochen, Auszeichnungen, Anmerkungen) | Höchstplatzierung, Gesamtwochen, AuszeichnungChartplatzierungen (Jahr, Titel, Platzierungen, Wochen, Auszeichnungen, Anmerkungen) | Höchstplatzierung, Gesamtwochen, AuszeichnungChartplatzierungen (Jahr, Titel, Platzierungen, Wochen, Auszeichnungen, Anmerkungen) | Höchstplatzierung, Gesamtwochen, AuszeichnungChartplatzierungen (Jahr, Titel, Platzierungen, Wochen, Auszeichnungen, Anmerkungen) | Anmerkungen                            |
| Jahr | Titel                                 | DE | AT | CH | US | Latin | Anmerkungen                            |
| ---- | ------------------------------------- | --- | --- | --- | --- | --- | -------------------------------------- |
| 2011 | 14 + 14                               | — | — | — | US132 (4 Wo.)US | Latin1 (62 Wo.)Latin | Erstveröffentlichung: 23. Mai 2011     |
| 2014 | Solo para mujeres                     | — | — | — | — | Latin15 (45 Wo.)Latin | Erstveröffentlichung: 4. November 2014 |
| 2016 | Todavía me amas: lo mejor de Aventura | — | — | — | US156 (27 Wo.)US | Latin4 ×3Dreifachplatin · (… Wo.)Latin                                                                                            | Erstveröffentlichung: 4. Februar 2016  |

### Singles
| Jahr | Titel Album                     | Höchstplatzierung, Gesamtwochen, AuszeichnungChartplatzierungen (Jahr, Titel, Album, Platzierungen, Wochen, Auszeichnungen, Anmerkungen) | Höchstplatzierung, Gesamtwochen, AuszeichnungChartplatzierungen (Jahr, Titel, Album, Platzierungen, Wochen, Auszeichnungen, Anmerkungen) | Höchstplatzierung, Gesamtwochen, AuszeichnungChartplatzierungen (Jahr, Titel, Album, Platzierungen, Wochen, Auszeichnungen, Anmerkungen) | Höchstplatzierung, Gesamtwochen, AuszeichnungChartplatzierungen (Jahr, Titel, Album, Platzierungen, Wochen, Auszeichnungen, Anmerkungen) | Höchstplatzierung, Gesamtwochen, AuszeichnungChartplatzierungen (Jahr, Titel, Album, Platzierungen, Wochen, Auszeichnungen, Anmerkungen) | Anmerkungen                                                      |
| Jahr | Titel Album                     | DE | AT | CH | US | Latin | Anmerkungen                                                      |
| --- | ------------------------------- | --- | --- | --- | --- | --- | ---------------------------------------------------------------- |
| 1999 | Cuando volverás Generation Next | DE47 (9 Wo.)DE | AT69 (2 Wo.)AT | CH52 (8 Wo.)CH | — | — | Charteinstieg in DE, AT & CH erst 2004                           |
| 2003 | Obsesión We Broke the Rules     | DE1 Platin · (23 Wo.)DE | AT1 Gold · (22 Wo.)AT | CH1 (65 Wo.)CH | — | — |                                                                  |
| 2003 | Hermanita Love & Hate           | — | — | CH12 (24 Wo.)CH | — | Latin33 (6 Wo.)Latin |                                                                  |
| 2005 | Ella y yo God’s Project         | — | — | — | US97 (1 Wo.)US | Latin2 (43 Wo.)Latin | feat. Don Omar                                                   |
| 2005 | Un beso God’s Project           | — | — | CH37 (9 Wo.)CH | — | Latin6 (30 Wo.)Latin |                                                                  |
| 2006 | Los Infieles K.O.B. Live        | — | — | — | — | Latin4 (23 Wo.)Latin |                                                                  |
| 2007 | Mi corazoncito K.O.B. Live      | — | — | CH84 (1 Wo.)CH | — | Latin2 (60 Wo.)Latin |                                                                  |
| 2007 | El Perdedor K.O.B. Live         | — | — | — | — | Latin5 (20 Wo.)Latin |                                                                  |
| 2008 | Por Un Segundo The Last         | — | — | — | — | Latin1 (38 Wo.)Latin | Erstveröffentlichung: 10. November 2008                          |
| 2009 | All Up 2 You The Last           | — | — | — | — | Latin4 (20 Wo.)Latin | Erstveröffentlichung: 27. April 2009 feat. Akon & Wisin & Yandel |
| 2009 | Su Veneno The Last              | — | — | — | — | Latin4 (26 Wo.)Latin | Erstveröffentlichung: 30. Juni 2009                              |
| 2009 | Dile al Amor The Last           | — | — | — | — | Latin1 (34 Wo.)Latin | Erstveröffentlichung: 13. Oktober 2009                           |
| 2010 | El Malo The Last                | — | — | — | — | Latin5 (32 Wo.)Latin | Erstveröffentlichung: 11. März 2010                              |
| 2019 | Inmortal Utopía (Romeo Santos)  | — | — | — | US95 (1 Wo.)US | Latin5 Diamant · (25 Wo.)Latin | Erstveröffentlichung: 5. April 2019                              |
| 2021 | Volví –                         | — | — | CH24 (8 Wo.)CH | US22 (18 Wo.)US | Latin1 (34 Wo.)Latin | Erstveröffentlichung: 3. August 2021 mit Bad Bunny               |
| Folgende Lieder erschienen nicht als Single, wurden aber durch das Album zum Download und Streaming bereitgestellt und konnten somit eine Platzierung erlangen: |                                 | | | | | |                                                                  |
| |                                 | | | | | |                                                                  |
| 2004 | Mi niña cambió Love & Hate      | — | — | CH32 (12 Wo.)CH | — | — |                                                                  |
| 2009 | La Curita The Last              | — | — | — | — | Latin42 (5 Wo.)Latin |                                                                  |

Weitere Singles
- 2004: Llorar
- 2005: La Boda (ES: Gold)
- 2010: El Desprecio
- 2010: Tu Jueguito
- 2011: La Tormenta
- 2011: Peligro
- 2024: Brindo con agua (US: Platin (Latin))

### Gastbeiträge
| Jahr | Titel Album              | Höchstplatzierung, Gesamtwochen, AuszeichnungChartplatzierungen (Jahr, Titel, Album, Platzierungen, Wochen, Auszeichnungen, Anmerkungen) | Höchstplatzierung, Gesamtwochen, AuszeichnungChartplatzierungen (Jahr, Titel, Album, Platzierungen, Wochen, Auszeichnungen, Anmerkungen) | Höchstplatzierung, Gesamtwochen, AuszeichnungChartplatzierungen (Jahr, Titel, Album, Platzierungen, Wochen, Auszeichnungen, Anmerkungen) | Höchstplatzierung, Gesamtwochen, AuszeichnungChartplatzierungen (Jahr, Titel, Album, Platzierungen, Wochen, Auszeichnungen, Anmerkungen) | Höchstplatzierung, Gesamtwochen, AuszeichnungChartplatzierungen (Jahr, Titel, Album, Platzierungen, Wochen, Auszeichnungen, Anmerkungen) | Anmerkungen                                                           |
| Jahr | Titel Album              | DE | AT | CH | US | Latin | Anmerkungen                                                           |
| ---- | ------------------------ | --- | --- | --- | --- | --- | --------------------------------------------------------------------- |
| 2006 | Noche de Sexo Pa’l Mundo | — | — | — | — | Latin4 (20 Wo.)Latin | Erstveröffentlichung: 12. November 2005 Wisin & Yandel feat. Aventura |

## Auszeichnungen für Musikverkäufe
| Silberne Schallplatte - Portugal - 2005: für das Album We Broke the Rules Goldene Schallplatte - Frankreich - 2005: für das Album We Broke the Rules - Italien - 2024: für die Single Volví - Spanien - 2024: für die Single Un beso - 2024: für die Single Los Infieles - 2024: für die Single El Perdedor - 2024: für die Single Por Un Segundo - 2024: für das Lied Enseñame a Olvidar - 2025: für die Single Mi corazoncito Platin-Schallplatte - Belgien - 2004: für die Single Obsesión - Italien - 2021: für die Single Obsesión - Mexiko - 2010: für das Album The Last - 2022: für die Single Inmortal - Spanien - 2024: für die Single Dile al Amor - 2024: für die Single Inmortal - 2025: für die Single El Malo | 2× Platin-Schallplatte - Spanien - 2024: für die Single Ella y yo - 2025: für die Single Noche de Sexo - 2025: für die Single Obsesión 4× Platin-Schallplatte - Spanien - 2024: für die Single Volví Diamantene Schallplatte - Frankreich - 2005: für die Single Obsesión |

Anmerkung: Auszeichnungen in Ländern aus den Charttabellen bzw. Chartboxen sind in ebendiesen zu finden.
| Land/RegionAuszeichnungen für Musikverkäufe (Land/Region, Auszeichnungen, Verkäufe, Quellen) | Silber  | Gold       | Platin       | Diamant     | Verkäufe  | Quellen             |
| -------------------------------------------------------------------------------------------- | ------- | ---------- | ------------ | ----------- | --------- | ------------------- |
| Belgien (BRMA)                                                                               | —       | —          | Platin1      | —           | 50.000    | ultratop.be         |
| Deutschland (BVMI)                                                                           | —       | —          | Platin1      | —           | 300.000   | musikindustrie.de   |
| Frankreich (SNEP)                                                                            | —       | Gold1      | —            | Diamant1    | 600.000   | snepmusique.com     |
| Italien (FIMI)                                                                               | —       | Gold1      | Platin1      | —           | 120.000   | fimi.it             |
| Mexiko (AMPROFON)                                                                            | —       | —          | 2× Platin2   | —           | 120.000   | amprofon.com.mx     |
| Österreich (IFPI)                                                                            | —       | Gold1      | —            | —           | 15.000    | ifpi.at             |
| Portugal (AFP)                                                                               | Silber1 | —          | —            | —           | 10.000    | Einzelnachweise     |
| Schweiz (IFPI)                                                                               | —       | Gold1      | 2× Platin2   | —           | 100.000   | hitparade.ch        |
| Spanien (Promusicae)                                                                         | —       | 7× Gold7   | 13× Platin13 | —           | 990.000   | elportaldemusica.es |
| Vereinigte Staaten (RIAA)                                                                    | —       | —          | 27× Platin27 | Diamant1    | 2.220.000 | riaa.com            |
| Insgesamt                                                                                    | Silber1 | 11× Gold11 | 47× Platin47 | 2× Diamant2 |           |                     |